# Klippräka
Klippräka (Sicyonia brevirostris) är en art i djurgruppen kräftdjur. Den är vanlig i akvariesammanhang. Den blir upp till 9 centimeter lång.